# Incredulità di san Tommaso (Vaccaro)
Incredulità di San Tommaso è un dipinto a olio su tela di Andrea Vaccaro. L'anno di realizzazione si colloca intorno al 1630 ed è conservato presso una collezione privata. Il quadro rappresenta l'incredulità di Tommaso che non crede alla resurrezione di Cristo e si convince solo dopo averne toccato con mano le Cinque Sante Piaghe. Il santo è rappresentato mentre tocca la ferita nel costato inferta da una lancia romana mentre Gesù mostra la ferita della mano destra provocata da uno dei sacri chiodi della croce.
Nell’ambito della pittura napoletana del Seicento, il dipinto si inserisce nel filone pittorico dei caravaggisti. In particolare, l’opera rientra nella stagione artistica nella quale il maestro napoletano si ispirò molto al pittore Antoon Van Dyck.